# Специальные силы: Повесть о воплощённом обете
«Специальные силы: Повесть о воплощённом обете» (араб. القوة الخاصة ٢ - حكاية الوعد الصادق‎; английское название — Special Force 2: Tale of the Truthful Pledge) — компьютерная игра в жанре шутер от первого лица на тему Июльской войны. Игра была разработана Центральным информационным бюро Хезболла и издана 16 августа 2007 в Ливане на Арабском, а позже был разработан неофициальный патч английской версии.

## Сюжет
Действия игры происходят в Южном Ливане, начиная от нападении бойцов Хезболла на пограничный патруль Израиля вблизи поселка 'Айта аль-Ша’аб и охватывает несколько известных сражении Июльской войны. Протагонист — боец сил специальных назначений Хезболла.

### Миссии
Основной сюжет всех миссий основан на столкновениях, имевших место во время Июльской войны.

#### Айта аль-Ша’аб
Местонахождение: ливанско-израильская граница близ поселка Айта аль-Ша’аб, 12 июля 2006, около 8 часов местного времени.
Несколько бойцов Хезболла подстраивают засаду на израильских военных с ливанской стороны пограничных ограждений. Сначала они уничтожают патруль с гранатомётом, а потом вскрывают ворота и захватывают в плен двоих военнослужащих Израиля. После этого они атакуют местную погранзаставу в поисках секретных документов и полезной информации. Погранзаставу защищают танк и вертолёт. Возможно также прохождение этой миссии при ночных условиях.

#### Бинт Джубайль
Местонахождение: посёлок Марун аль-Рас, затем город Бинт Джубайль, Южный Ливан, 26 июля 2006.
Миссия начинается в полуразрушенном от бомбардировок местечке Марун аль-Рас, которое несколько бойцов Хезболла защищают от десятка израильтян и одного танка. После отражения атаки на Марун аль-Рас выжившие бойцы Хезболла вступают в Бинт Джубайль. После очищения Бинт Джубайль от израильтян протагонисту придётся передвигаться к стадиону Бинт Джубайля, где находятся два танка и израильский офицер. Последняя задача — очистка от военнослужащих Цахал госпиталя имени шахида Салаха Гандура.

#### Ущелье Худжайр
Местонахождение: Ущелье Худжайр, Джабаль Амель, Южный Ливан, 9—10 августа 2006.
Худжайр — труднопроходимая рассечённая местность у Джабаль Амель, является проходом из Марджа’йуна к Бинт Джубайлю и Набатии. Сначала протагонист и несколько бойцов Хезболла отражают атаку израильской пехоты и вертолёта, а потом зачищают многоэтажное строение (если подняться по наружным лестницам на крышу этого здания, можно найти арсенал). После этого протагонист находит «Мерседес» и едет по узким горным проходом, пока не доберется до спрятанной РСЗО (в игре называется «Катюша»), с которого надо сделать пуск ракет к Израилю. А потом протагонист сталкивается к израильскому подразделению у особо рассечённой местности, куда ему надлежит уничтожить все израильские танки и вертолёты.

#### Специальная операция: уничтожение корвета класса «Са’ар»
Местонахождение: Побережья Средиземного моря, Бейрут, Ливан, 14 июля 2006.
Специальная операция — это операция специальных сил Хезболла по поражению противокорабельной ракетой корвета «Ханит» класса «Са’ир» Израильского морского корпуса 14 июля 2006 года, тем самым устранив его с театра боевых действии, от бомбардировок Бейрута с моря и от блокады Ливанского морского пространства. Протагонисту сначала придётся очистить маленький островок от израильтян, а потом добраться на лодке на пляж, на котором также находятся солдаты Цахал. После очистки пляжа протагонист пробирается через тоннель, в конце которого находится пусковая установка противокорабельных ракет, протагонист приводит его в действие и поражает «Ханит». Также возможно прохождение этой миссии при ночных условиях.